# یاسین چلیک
یاسین چلیک (انگلیسی: Yasin Çelik؛ زادهٔ ۸ آوریل ۱۹۷۵) بازیکن فوتبال اهل ترکیه است.
از باشگاه‌هایی که در آن بازی کرده‌است می‌توان به باشگاه فوتبال آنکاراگوچو، باشگاه فوتبال کارتال‌اسپور، باشگاه فوتبال قونیه‌اسپور، و باشگاه ورزشی ساکاریاسپور اشاره کرد.
وی همچنین در تیم ملی فوتبال ترکیه بازی کرده‌است.